# フクロアリクイ
フクロアリクイ（袋蟻食、Myrmecobius fasciatus）は、フクロネコ目フクロアリクイ科フクロアリクイ属に分類される有袋類。本種のみでフクロアリクイ科フクロアリクイ属を形成する。別名ナンバット。

## 分布
オーストラリア（西オーストラリア州南西部）固有種

## 形態
頭胴長はオス20-27cm、メス21-26cm。尾長はオス16-21cm、メス16-19cm。体重はオス370-550g、メス284-530g。
胴体前部の体毛は褐色で、尾も含めた後部の体毛は黒い。背面に白い横縞が入る。種小名fasciatusは「帯の、横縞の」の意で、英名（Banded＝横縞の）と同義。尾には長い毛が密集する。
吻端は細長く、眼を通り耳にかけて黒い筋模様が入る。歯は発達せず、50-52本。前足には鋭い爪がある。舌は細く、体長の半分に達する長さがある。また舌は粘着質で覆われ、巣の中にいるシロアリを捕食するのに適している。
育児嚢は痕跡程度のものしか持たない。乳頭は4個。
収斂進化の好例として、南アメリカ大陸に生息するアリクイ科と本種が挙げられることも多い。

## 分類
- Myrmecobius fasciatus fasciatus　Waterhouse, 1836

### 絶滅亜種
- Myrmecobius fasciatus rufus　Wood Jones, 1923

## 生態
乾燥した森林（ユーカリやアカシア）に生息する。有袋類では珍しく完全な昼行性で、夜間は巣穴で休む。群れは形成せず、単独で縄張りを形成して生活する。倒木の洞や地面に掘った穴を巣穴とし、中に草や木の葉、樹皮を敷く。
食性は動物食で、主にシロアリや時に小動物も食べる。嗅覚を頼りに倒木や地中にあるシロアリの巣を探し、前肢で巣を掘りおこす。活動の大部分を採食に費やす。
繁殖形態は胎生で、1-5月に1回に5-9頭の幼獣を産む。育児嚢がないため、幼獣は母親の乳頭に吸いついて育つ。母親は昼間に幼獣を巣に残し採食し、夜間に授乳する。生後160日程で乳離れするが、幼獣は両親の縄張りの中で生活する。12月（生後8ヶ月程）に親から独立する。

## 人間との関係
生息地の環境破壊や、人為的に移入されたアカギツネやノネコ等による食害等で生息数は激減している。以前はオーストラリア中部から南西部にかけての広域に分布していたが、1970年代には西オーストラリア州南西部にのみ約300頭の基亜種が生息するのみとなった。そのため生息地でアカギツネの駆除を行ったり、動物園等において本種を飼育下で繁殖させ野生へ帰すプログラムが進められている。